# Јулија Корнелија
Јулија Цезарис (лат. Iulia Caesaris, 129. п. н. е - 104. п. н. е.), позната и као Јулија Корнелија (лат. Iulia Cornelia) била је римска племкиња удата за диктатора Луција Корнелија Сулу. Отац јој је био Луције Јулије Цезар II, а браћа Гај Јулије Цезар Страбон Вописк и конзул Луције Јулије Цезар III. Сула је са њом око 110. године п. н. е. ступио у брак који му је много помагао у политичкој каријери и у ком је рођена њихова ћерка Корнелија Сула. Након Јулијине смрти, Сула је оженио Римљанку по имену Елија.